# Mercurius Veridicus ex Hungaria
Mercurius Veridicus ex Hungaria (Pravdomluvný posel z Uher), první číslo se ještě nazývalo Mercurius Hungaricus (Uherský posel), byly první noviny na Slovensku a v Uhersku. Celkový počet 6 čísel vycházel v letech 1705–1710 v Levoči a pak v Bardejově. Noviny sloužily výlučně zájmům protihabsburského povstání Františka II. Rákocziho (šlo o "antipropagandu" císařských, čili vídeňských novin Wienerisches Diarium) a zanikly s jeho porážkou. 

## Předchůdci Mercuria
Zveřejnění těchto novin znamená ne začátek, ale dovršení propagandy pomocí tisku, kterou František Rákoczi II. a jeho spolupracovníci začali rozvíjet prostřednictvím novinových letáků a manifestů už dříve předtím. Kuruci, jak se nazývali stoupenci a vojáci Rákocziho, chtěli propagandou eliminovat vliv nepřátelského zpravodajství, šířeného úředním časopisem habsburského panovnického dvora Wienerisches Diarum, který později přejmenoval na Wiener Zeitung. Pod tímto titulem noviny vycházejí dodnes.
Rákoczi poznal důležitost psaného slova a tisku pro osvobozenecký boj a proto podnikl vše pro rozvoj vlastní propagandy, kterou chtěl ve svůj prospěch ovlivnit veřejné mínění hlavně v zahraničí a získat co nejvíce přívrženců a podporovatelů svých povstaleckých akcí. Proto i ve svém prvním novozámeckém manifestu psal mezi jiným: "Ať jde do celého světa zvěst o pokroku našeho spravedlivého boje proti rakouskému panovnickému domu …"
Hned na začátku bojů proti císařským vojskům vydal manifest, ve kterém prohlašuje boj za svobodu potlačovaných národů v rakouské monarchii, hlavně maďarského lidu, proti habsburskému otroctví. Je to vlastně výzva k ozbrojenému povstání. (Manifestum principal Rákoczi). Byl vydán na hradě Breszno v Polsku. Kromě Rákociho manifest podepsal i jeden z jeho pobočníků, generál kuruckých vojsk hrabě Mikuláš Berčéni. Ve svém dalším manifestu téhož roku, který vyšel z válečného tábora povstalců u Mukačeva 7. července 1702, slavnostně se obrací na panovníky a na obyvatele celého "křesťanského světa" a tvrdí, že on a jeho stoupenci obnovili "věčnou slávu ubitého uherského národa". Podobný cíl sledoval i vydáním tzv. Manifestu nespokojenců Uherska, který vyšel ve francouzštině za hranicemi Uherska už i proto, aby si ještě více naklonil vládnoucí kruhy ve Francii, které jeho povstání podporovaly penězi i válečným materiálem
Z období kuruckých bojů známe více manifestů, letáků a proklamací Františka Rákocziho II. o zřízení veřejných úřadů, obnovení a utužení vojenské disciplíny, o válečné situaci, výsledku mírových jednání, o rozhodnutích sněmu v Onodě, který detronizoval Habsburky apod. Byly tištěny maďarsky a kvůli cizině i latinsky. V zahraničí vycházely i v jiných světových řečech. Cizina je přijímala s velkou pozorností. Rákoci se osobně staral o to, aby se s manifestem a s letákovými novinami kurucû seznamovala nejen vyšší šlechta a zemané, ale i prostý lid. Hrabě Mikuláš Berčéni – kurucký generál – měl každý kurucký pluk seznamovat s Rákocziho tzv. Novozámeckým manifestem, který se musel číst i po vesnicích, aby se i negramotné lidové masy připojily k povstání. 
Již tyto zmínky ukazují, že zde byly příznivé podmínky pro vydávání prvních novin v Uhersku. Kuruci přímo naléhavě potřebovali vlastní noviny, ve kterých by se mohli bránit proti útokům nepřátelské propagandy. Nejen zahraniční, ale i domácí čtenáře bylo třeba přesvědčovat o nezbytnosti boje proti Habsburkům a seznamovat je s vítězným postupem kuruckých vojsk. Vždyť do Uher přicházelo kromě Wienerisches Diarium i více novinových letáků, letákových novin, manifestů, pamfletů i skutečných novin, které úspěchy kurucû umlčovaly a jejich odboj proti císařské Vídni zatracovaly. Proto kurucké letákové tisky i Mercurius Veridicus ex Hungaria přinášely vlastní zpravodajství, "aby se vše to nezdálo pravdivé, co cizí národ tvrdí v novinách, hlavně v německých lživých novinách". (Rozuměj Wienerische Diarium).

## Charakteristika jednotlivých čísel
První číslo Mercurius Hungaricus vydal hrabě Antal Esterházy roku 1705, druhé téhož roku v květnu a třetí v srpnu vyšlo zásluhou významného generála a rádce Františka Rákocziho II. – Pavla Rádaye. Roku 1706 není bližších údajů o vydání novin. Podle všeho další číslo novin vyšlo až roku 1708, což však není jisté. Roku 1710 Mercurius vyšel v lednu, v únoru a březnu. Můžeme proto usuzovat, že Mercurius nikdy nevycházel týdně a jeho vydání nebylo vázáno k žádnému přesnému datu, jak se to pokoušeli dokazovat starší historici. Není ani stopy o tom, že by vzniklo jiné číslo Mercuria než první vydané Eszterházym, šest známých vytištěných a jedno zachované v rukopisu. Pouze první esterháziovské číslo je dosud neznámé. I když je možné, že kuruci své noviny plánovali vydávat jako týdeník, který by měl seznamovat zahraničí s kuruckými vítězstvími a s výsledky jejich mírových jednání s Habsburky, třeba upustit od starší hypotézy, podle níž v nějaké knihovně nebo v archivu ve Francii, Švédsku, nebo v jiné evropské zemi se skrývá "úplná série Mercuria", obsahující do 200 čísel.
Vydavatel prvního čísla hrabě Antal Esterházy chtěl zabezpečit těmto novinám širokou publicitu a velký ideologický dosah. Měly přinášet domácí zpravodajství, probouzet národní povědomí a protihabsburskou nenávist a jen v druhé řadě sloužit zahraniční politice. V tomto duchu také vydal jejich první číslo. Už tím, že chtěl vydávat noviny hlavně pro lid, se jeho zaměření a redigování novin neshodovalo s pozdějším jejich vedením velitelskou kanceláří Františka Rákocziho II. Správně pochopil, že bez nadaného redaktora, který by "novely (noviny) pilně sepisoval", nemůže vytvořit pohotový a hodnotný tiskový orgán. Sám si chtěl, jako "hlavní redaktor", vytvořit jakýsi "redakční kruh" a jen to žádal od hlavního velitelství, aby k němu "subordinoval jednoho novelistu". Tyto plány se však neuskutečnily ke škodě celého povstaleckého hnutí, neboť Esterházy mohl z Mercuria vytvořit časopis velmi významný pro povstalecký boj. František Rákoci II. však nařídil odebrat vedení časopisu Esterházymu, odůvodňuje to nedůvěrou ve stálost Esterházyho zásad a jeho velitelskou nedůsledností a slabostí. Rákoci pak proměnil Mercuria na poloúřední tiskový orgán k propagaci své zahraniční politiky a jeho vedení svěřil svému stálému spolupracovníkovi Pavlovi Rádaymu.
V Rádayově redakci vyšel Mercurius dvakrát roce 1705 a výsledkem jeho práce je i číslo z roku 1708. Nejen doma, ale i v sousedních zemích byl Mercurius dobře přijat. Ráday, když viděl úspěch novin, navrhl jejich vydávat týdně. Rákoczi i skutečně nařídil velitelské kanceláři, aby každý týden sestavovala materiál novin z došlých hlášení o výsledku bojů a jiných zpráv a posílala ho do levočské tiskárny. Po roce 1705, jak jsme uvedli, Mercurius déle nevycházel. Stalo se tak proto, že kuruci neměli možnost oznámit cizině nějaké větší vítězství svých vojsk, protože se v této době připravovali k velké bojové akci.	
Srpnové číslo Mercuria z roku 1705 vyšlo pod změněným názvem Mercurius Veridicus ex Hungaria. S přidáním slova "veridicus" – pravdomluvný – chtěl Rákoczi a jeho přívrženci, zvýraznit objektivitu svých zpráv na rozdíl od "tištěných lží" Wienerisches Diarium. Mezi oběma čísly je podstatný rozdíl i v celkovém zaměření. Zatímco květnové číslo slaví významné osobnosti kurucû přímo pateticky, srpnové číslo přináší mnohem více zpráv a informací. Dává tedy přednost popisu skutečných událostí před oslavnými články o kuruckých velitelích. Tímto číslem se Mercurius nadlouho odmlčel.
Na začátku roku 1710 se noviny znovu vzbudily k životu. Pravděpodobně je zredigoval za pomoci velitelské kanceláře hrabě Mikuláš Berčéni. Tato tři poslední čísla novin se už netiskla v levočské brewerovské tiskárně, protože město se 13. února 1710 vzdalo císařským vojskům. Vysázeny jsou již "ošoupanými a odranými písmeny" bardejovské městské tiskárny. Osnova lednového čísla je psána rukou Berčéniho tajemníka Samuela Ebeczkého, jehož je možné pokládat i za redaktora únorového a březnového čísla z roku 1710. Mercurius Veridicus ex Hungaria zprávou z 26. března 1710 pravděpodobně zakončuje svou pouť. V městské tiskárně v Bardejově se muselo urychleně přestat s tištěním Mercuria, neboť situace na frontě se stávala pro kuruky velmi nepříznivou. Michal Okolicsányi, podle příkazu, který obdržel od Berčéniho, nařídil bardejovskému tiskaři, aby se přestěhoval do Košic. Obával se, že město i s tiskárnou padne do rukou císařských, jak se to již dříve stalo vinou zrádce Štěpána Andrássyho s Levočou a s její slavnou brewerskou tiskárnou. Bardejovský tiskař však nechtěl spojovat svůj osud s kuruckými vojsky, kterým hrozila úplná porážka a proto se vzpíral opustit město. Výmluvy mu však nepomohly. V dubnu 1710 převezli kuruci bardejovskou tiskárnu do Košic. Podle některých údajů vyšlo poslední číslo Mercurius Veridicus ex Hungaria právě v Košicích roku 1711, ale je to jen neověřená hypotéza.

## Výzkum Mercuria
Na kurucké noviny poprvé upozornil László Szálay roku 1895. Když totiž popisoval kurucké povstání v Uhersku v červenci roku 1705, přebral do svých pramenů i první známé číslo Mercurius Hungariuous. S touto malou zprávou začal se řešit problém začátků novinářství v Uhersku. Postupem času se objevilo další vytištěné číslo Mercuria, ale o existenci ostatních se nic spolehlivého a přesného nevědělo. Pomocí rukopisných materiálů se však podařilo zrekonstruovat následující číslo. Když se stejným způsobem podařilo sestavit i lednové číslo z roku 1710, došlo k zajímavému ověření spolehlivosti této syntetické metody. Tištěný exemplář téhož čísla, který se pak náhodně podařilo objevit, se přesně shodoval s rekonstruovaným na základě rukopisných materiálů. Zkoumání problémů souvisejících s vycházení novin Mercurius Veridicus ex Hungaria trvalo dlouhé desetiletí. Téměř po sto letech vyšla obsáhlá studia Esze Tomáše, který podrobil revizi mylné názory starších badatelů a podal souvislý obraz o vycházení těchto prvních tištěných novin v Uhersku.